# Christian Teiva Tauira
Christian Teiva Tauira (ur. 6 lipca 1981 na Wyspach Cooka) – piłkarz z Wysp Cooka grający na pozycji pomocnika w tamtejszym Avatiu FC.

## Kariera klubowa
Tauira w Avatiu FC gra od początku kariery czyli od 1998 roku. Z tą drużyną jak na razie zdobył po razie Puchar (2000) i Mistrzostwo (1999) Wysp Cooka.

## Kariera reprezentacyjna
Tauira w reprezentacji Wysp Cooka zadebiutował w 1998 roku. W 2000 roku pojechał z drużyną na Puchar Narodów Oceanii. Jednak z tą reprezentacją zajął ostatnie miejsce w grupie A, czyli 3. przegrywając przy tym wszystkie mecze.